# بانا العبد
بانا العبد من مواليد 7 حزيران/يونيو 2009، هي فتاة سورية كانت تقطنُ في حلب؛ المنطقة التي يُسيطر عليها الثوار في سوريا. تتحدث بنا باللغة العربية وقد اشتهرت من خلال تغريداتها على موقع تويتر حيث عملت -بالرغم من صِغر سنّها- على توثيق ما حصل خلال حصار مدينتها حلب. توثق بانا العبد من خلال تغريداتها مجموعة من المسائل بما في ذلك استعمال الغازات السامّة من قبل النظام السوري هذا فضلا عن قضايا أخرى مثل الدمار، الجوع والتشرد ثم باقي الأمور التي تهم السلام وحقوق الطفل خاصة في الباب بمدينة حلب. بشكل عام تدعو العبد إلى السلام في كامل التراب السوري.
أنشئت دنا حسابًا رسميًا لها على موقع تويتر تحت المُعَرّف @AlabedBana وذلك يوم 24 سبتمبر/أيلول 2016. في غضون يومين من إنشائها للحساب؛ بدأت دانا في استعمال هاشتاجات مُميّزة مثل #HolocaustAleppo، #MassacreInAleppo، #StopAleppoMassacre وقد خصّت بتغريداتها هذه الرئيس الروسي فلاديمير بوتين والرئيس الأمريكي باراك أوباما وكذَا الرئيس السوري بشار الأسد. أثار حساب بنا جدلا في سوريا وخارجها ثم قامت شركة تويتر بعد ذلك بالتحقق من الحساب وأكّدت في وقت لاحق على أنه عادي. بلغَ عدد مُتابعي الحساب حوالي 370.000 شخص، ويُدار بشكل عام من قبل والدة بنا السيّدة فاطمة العبد. تم إغلاق الحساب بشكل مؤقت في 4 كانون الأول/ديسمبر 2016 وذلك خلال هجوم حلب ثم قامت فاطمة باسترجاعه في غضون يومين والعودة للتغريد من جديد.

## النشأة
كانت فاطمة العبد والدة بنا مُدرّسة لغة إنجليزية قبل الحرب، أمّا والدها فهو غسان العبد وهو محامي يعمل في المجلس المحلي في جنوب شرق حلب. تعرّض لإصابة متوسطة الخطورة في 21 كانون الأول/ديسمبر 2016. لدى غسّان اثنين من الأخوة الأصغر سنا وهما نور ومحمد. لطالما رغبت بنا في تحقيق حلمها وهي أن تُصبح معلمة على غرار والدتها؛ لكنّها توقفت عن الذهاب إلى المدرسة بسبب الحرب التي دمرت معظم المدارس في سوريا.
حصلت بنا على نسخة إلكترونية من كتاب هاري بوتر من ج. ك. رولينج في تشرين الثاني/نوفمبر عام 2016 وذلك بعد تغريدة ذكرت فيها أنّها لم تستطع الحصول على نسخة مطبوعة محليا. ليس هذا فقط؛ فقد تدمّر منزل عائلتها خلال القصف في وقت لاحق من ذلك الشهر لكنها نجت رفقة عائلتها معَ إصابات طفيفة. بعد سلسلة هجمات على حلب من قبل القوات الحكومية؛ اتفقت تركيا وروسيا على اتفاق لوقف إطلاق النار وإخلاء الثوار والمدنيين من حلب. خلال عمليات الإجلاء؛ أكّدَ وزير الخارجية التركي مولود جاويش أوغلو أن حكومته ستفعل كل ما في وسعها من أجل مساعدة المدنيين العُزّل بما في ذلك العبد وناشطون آخرون. أُفيد في 19 كانون الأول/ديسمبر 2016 أن بانا العبد قد أُجليت رفقة 350 آخرون من أحياء حلب التي كان يسيطر عليها الثوار. بعد إجلاء عائلة العبد من حلب؛ ذكر هادي العبدالله في مقابلة أن والد بانا قد أصيب بعد قصف منزله. قدّمت الحكومة التركية في 21 كانون الأول/ديسمبر دعوة رسمية لبنا وعائلتها من أجل العيش في تركيا وقد التقت في وقت لاحق بالرئيس التركي رجب طيب أردوغان.
أيّدت بنا في 7 نيسان/أبريل من عام 2017 الهجمات الصاروخية على مطار الشعيرات التي أمر بها الرئيس الأمريكي دونالد ترامب كرد فعل على الهجوم الكيميائي على خان شيخون قبل ثلاثة أيام من ذلك. حصلت بنا وعائلتها يوم 12 أيار/مايو 2017 على الجنسية التركية التي منحها لهم الرئيس التركي رجب طيب أردوغان. زارت في تشرين الأول/أكتوبر من عام 2017 مدينة نيويورك، كما زارت مقر الأمم المتحدة في وقت لاحق.

## انتقادات
تعرّض حساب بانا لانتقادات من مؤيدي بشار، كما أنّ الرئيس السوري بشار الأسد هو الآخر قد انتقد حسابها ونشاطها عليه حيث أكد أن كل ذلك مجرد «بروباغندا» كما أشار إلى قضية استخدام الحساب لإضفاء الشرعية على استخدام القوة العسكرية من قبل الولايات المتحدة ضد الحكومة السورية. لكن وفي المقابل فقد أشار صحفي في مجلة نيويوركر إلى أن 

| بانا العبد  | تويتر |
| ‎@AlabedBana |       |

             من الأفضل أن تبدأ الحرب العالمية الثالثة بدلا من السماح لروسيا والأسد بارتكاب #هولوكست_حلب #HolocaustAleppo

        03 Dec 2016

«الفيديوهات التي تنشرها بانا عالية الجودة وجيدة كما له أنّها مُدربة من قبل والدتها التي تعمل على تعليمها اللغة وكيفية التواصل وما إلى ذلك.» تعرضت بانا كذلك لبعض الانتقادات بعدما نشرت تغريدة على حسابها وسُرعان ما حذفتها لسببٍ ما حيث ذكرت:

### تحقيق الصحفي خالد اسكيف عن الطفلة  بانا العبد
حيث قام بالذهاب إلى مكان سكن عائلة بانا في حلب ونشر سلسلة تحقيقات متلفزة مؤلفة من 3 اقسام مترجمة ل الانكليزية ناقش في القسم الأول مكان سكن عائلة الطفلة وقربه الشديد من المقرات العسكرية للفصائل المعارضة للدولة السورية وقام في القسم الثاني بكشف المنطقة المحيطة للصور التي نشرتها الطفلة على حسابها في موقع تويتر وفي القسم الثالث قام باظهار حقيقة من يدير حسابها وكيف لطفلة تبلغ السبع سنوات من العمر بالتحدث باللغة الإنكليزية بطلاقة ونشر هذه الفيديوهات في قناته على اليوتيوب . 